# Ljiljana Petnjarić
Ljiljana Petnjarić (ur. 12 września 1948 w Bošnjaci) – chorwacka lekkoatletka, sprinterka. W czasie swojej kariery reprezentowała Jugosławię.
Urodziła się w Bošnjacim, ale od 1959 mieszkała w Osijeku, gdzie zaczęła uprawiać lekkoatletykę.
W wieku 17 lat zdobyła srebrny medal na pierwszych europejskich igrzyskach halowych w 1966 w Dortmundzie w sztafecie 4 × 1 okrążenie (sztafeta Jugosławii biegła w składzie Petnjarić, Marijana Lubej, Jelisaveta Đanić i Olga Šikovec). Petnjarić zajęła również 6. miejsce w biegu na 60 metrów. Na europejskich igrzyskach juniorów w 1966 w Odessie zdobyła dwa medale: złoty w biegu na 400 metrów i srebrny w biegu na 100 metrów. Odpadła w półfinale biegu na 200 metrów i eliminacjach biegu na 400 metrów na mistrzostwach Europy w 1966 w Budapeszcie.
Na europejskich igrzyskach halowych w 1967 w Pradze Petnjarić zdobyła brązowy medal w biegu na 400 metrów, srebrny w sztafecie 1+2+3+4 okrążenia (w składzie: Lubej, Ika Maričić, Petnjarić i Gizela Farkaš), a także odpadła w eliminacjach biegu na 50 metrów i sztafety 4 × 1 okrążenie. Zdobyła brązowy medal w sztafecie 4 × 1 okrążenie (w składzie: Darja Marolt, Verica Ambrozi, Petnjarić i Lubej) na europejskich igrzyskach halowych w 1969 w Belgradzie, a w biegu na 50 metrów odpadła w eliminacjach.
Zwyciężyła w mistrzostwach krajów bałkańskich w biegu na 100 metrów w 1965 i 1966, w biegu na 200 metrów w 1966 i w biegu na 400 metrów w 1965.
Petnjarić była mistrzynią Jugosławii w biegu na 100 metrów w 1966 oraz w biegu na 200 metrów w 1965 i 1966.
Ustanowiła rekord Jugosławii w biegu na 100 metrów czasem 11,6 s uzyskanym 9 maja 1965 w Osijeku oraz w biegu na 400 metrów czasem 54,6 s osiągniętym 18 czerwca 1966 w Warszawie.
Później rozpoczęła studia prawnicze i zrezygnowała z wyczynowego uprawiania lekkiej atletyki.